# Eric Bana
Eric Banadinović, kendt som Eric Bana (født 9. august 1968 i Melbourne) er en australsk skuespiller.
Eric Bana begyndte sin karriere som komiker i tv-serien Full Frontal (1993) og medvirkede i flere australske tv-shows i 1990'erne. Han fik kritikerros for sin rolle i den biografiske film Chopper (2000). Derefter medvirkede Bana i Hollywood-film Black Hawk Down (2001), som en sergent i den amerikanske indsatsstyrke Delta Force. Derefter spillede han hovedrollen som Bruce Banner i Ang Lee filmen Hulk (2003) og som Hector i Troja (2004). Han havde også hovedrollen i Steven Spielbergs film Munich (2005) og spillede senere skurken Nero i science fiction-film Star Trek (2009). Bana har modtaget Australiens fineste tv - og filmpriser for sine roller i Full Frontal, Chopper og Romulus, My Father (2007). Han har også været nomineret til (blandt andre priser ) MTV Movie Award for Best Fight (Troja) och Phoenix Film Critics Society Award for Best Cast (Black Hawk Down).
Eric Bana blev gift i 2007 til Rebecca Gleeson. Parret har to børn.

## Filmografi

### Film
| År   | Titel                            | Rolle                | Noter       | Ref                                                        |
| ---- | -------------------------------- | -------------------- | ----------- | ---------------------------------------------------------- |
| 1997 | The Castle                       | Con Petropoulous     |             | [ 2 ]                                                      |
| 2000 | Chopper                          | Mark "Chopper" Read  |             | [ 3 ]                                                      |
| 2001 | Black Hawk Down                  | Norm "Hoot" Gibson   |             | [ 4 ]                                                      |
| 2002 | The Nugget                       | Lotto                |             | [ 5 ]                                                      |
| 2003 | Find Nemo                        | Anchor               | Stemmerolle | [ 6 ]                                                      |
| 2003 | Hulk                             | Bruce Banner / Hulk  |             | [ 7 ]                                                      |
| 2004 | Troy                             | Hector               |             | the film was a financial success, grossing US$497 million. |
| 2005 | München                          | Avner Kaufman        |             | [ 10 ]                                                     |
| 2007 | Lucky You                        | Huck Cheever         |             | [ 11 ]                                                     |
| 2007 | Romulus, My Father               | Romulus Gaita        |             | [ 12 ]                                                     |
| 2008 | The Other Boleyn Girl            | Henrik Tudor         |             | [ 13 ]                                                     |
| 2009 | Mary and Max                     | Damien Popodopolous  | Stemmerolle | [ 14 ]                                                     |
| 2009 | Love the Beast                   | Sig selv             | Dokumentar  | [ 15 ]                                                     |
| 2009 | Star Trek                        | Nero                 |             | [ 16 ]                                                     |
| 2009 | The Time Traveler's Wife         | Henry DeTamble       |             | [ 17 ]                                                     |
| 2009 | Funny People                     | Clarke               |             | [ 18 ]                                                     |
| 2011 | Hanna                            | Erik Heller          |             | [ 19 ]                                                     |
| 2012 | Deadfall                         | Addison              |             | [ 20 ]                                                     |
| 2013 | Closed Circuit                   | Martin Rose          |             | [ 21 ]                                                     |
| 2013 | Lone Survivor                    | Erik S. Kristensen   |             | [ 22 ]                                                     |
| 2014 | Deliver Us from Evil             | Ralph Sarchie        |             | [ 23 ]                                                     |
| 2016 | The Finest Hours                 | Daniel Cluff         |             | [ 24 ]                                                     |
| 2016 | Special Correspondents           | Frank Bonneville     |             | [ 25 ]                                                     |
| 2016 | The Secret Scripture             | Dr. William Grene    |             | [ 26 ]                                                     |
| 2017 | King Arthur: Legend of the Sword | Uther Pendragon      |             | [ 27 ]                                                     |
| 2017 | The Forgiven                     | Piet Blomfeld        |             | [ 28 ]                                                     |
| 2021 | The Dry                          | Aaron Falk           |             | [ 29 ]                                                     |
| 2021 | Back to the Outback              | Chaz Hunt            | Stemmerolle |                                                            |
| 2022 | Chip 'n Dale: Rescue Rangers     | Monterey Jack        | Stemmerolle | [ 30 ]                                                     |
| 2022 | Blueback                         | Mad Macka            |             | [ 31 ]                                                     |
| 2024 | Force of Nature: The Dry 2       | Aaron Falk           |             | [ 32 ]                                                     |
| 2024 | A Sacrifice                      | Ben Monroe           |             | [ 33 ] [ 34 ] [ 35 ]                                       |
| 2024 | Memoir of a Snail                | James The Magistrate | Voice role  | [ 36 ]                                                     |

### Tv
| År        | Titel                                 | Rolle        | Noter                       | Ref    |
| --------- | ------------------------------------- | ------------ | --------------------------- | ------ |
| 1993–1996 | Full Frontal                          | Various      | 66 episodes                 | [ 37 ] |
| 1996–1997 | The Eric Bana Show Live               | Various      | 17 episodes                 | [ 38 ] |
| 1999–2000 | All Saints                            | Rob Biletsky | 3 episodes                  | [ 39 ] |
| 2000–2001 | Something in the Air                  | Joe Sabatini | 202 episodes                | [ 40 ] |
| 2007      | Kath & Kim                            | Himself      | S4: Ep. 2                   | [ 41 ] |
| 2009      | Top Gear                              | Himself      | S14: Ep. 1                  | [ 42 ] |
| 2018      | The Joel McHale Show With Joel McHale | Himself      | Episode: "Roller Coaster?'" | [ 43 ] |
| 2018      | Dirty John                            | John Meehan  |                             | [ 44 ] |
| TBA       | Untamed                               | Kyle Turner  | Miniseries, Filming         | [ 45 ] |

### Computerspil
| År   | Titel | Stemmerolle                     | Noter | Ref    |
| ---- | ----- | ------------------------------- | ----- | ------ |
| 2003 | Hulk  | Bruce Banner / Hulk / Gray Hulk |       | [ 46 ] |

## Ekstern henvisning
- Wikimedia Commons har flere filer relateret til Eric Bana
- Eric Bana på Internet Movie Database (engelsk)
- Eric Bana på Filmdatabasen
- Eric Bana på Scope
- Eric Bana på Svensk Filmdatabas (svensk)
- Eric Bana på AlloCiné (fransk)
- Eric Bana på AllMovie (engelsk)
- Eric Bana på Turner Classic Movies (engelsk)
- Eric Bana på Rotten Tomatoes (engelsk)
- Eric Bana på The Movie Database (engelsk)
- Eric Bana på Behind The Voice Actors (engelsk)